# Потапов, Михаил Владимирович
Михаил Владимирович Потапов (род. 1 января 1968, Уфа) — советский и российский хоккеист, защитник. Мастер спорта России. Тренер.

## Биография
Воспитанник уфимского хоккея. Победитель первенства СССР среди юниоров (1984, 1985) в составе СК им. Салавата Юлаева. Серебряный призёр Спартакиады народов РСФСР (1985) и Спартакиады народов СССР среди юниоров (1986) в составе сборной Башкирской АССР.
В сезонах 1984/85 — 1985/86 играл в составе команды второй лиги «Авангард» Уфа. В переходном турнире сезона 1985/86 дебютировал за СК им. Салавата Юлаева, всего провёл за команду 16 сезонов. В конце карьеры играл за «Салават Юлаев-2» и «Нефтяник» Альметьевск (2001/02), «Кедр» (2002/03).
Полуфиналист МХЛ 1994/95. Бронзовый призёр 1995/96, РХЛ 1996/97.